# Michael De Luca
Michael De Luca (Brooklyn, 13 de agosto de 1965) é um executivo de estúdio de cinema, produtor e roteirista norte-americano. Ele também foi presidente de produção na New Line Cinema e na DreamWorks. De Luca foi indicado a três Oscars de Melhor Filme.

Anteriormente, De Luca atuou como presidente do Metro-Goldwyn-Mayer e, atualmente, é copresidente e CEO do Warner Bros. Pictures Group (agora conhecido como Warner Bros. Motion Picture Group).